# Maecenas

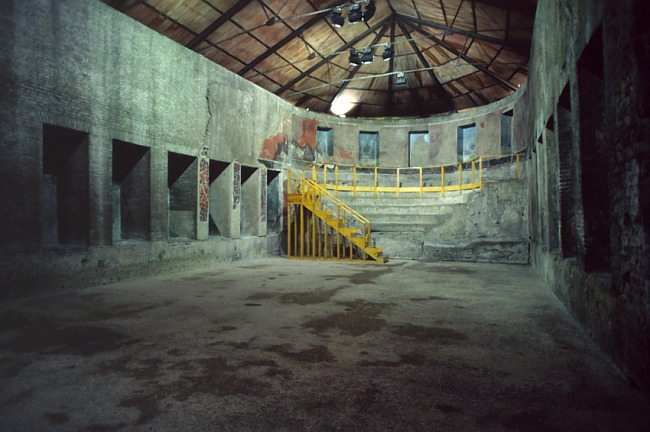
Interiören av Maecenas auditorium, Rom.

Gaius Cilnius Maecenas, född cirka 70 f.Kr. i Arretium, död 8 f.Kr., var en romersk riddare av etruskiskt ursprung.

## Biografi
Maecenas var av förnäm etruskisk härkomst. Han var rådgivare och vän till Octavianus, senare kejsar Augustus. Han mottog dock aldrig något formellt ämbete, utan innehade endast värdighet av eques, romersk riddare. Maecenas var bildad epikuré och även själv verksam som författare på vers och prosa. Sin främsta berömdhet uppnådde han dock genom att uppmuntra och frikostigt främja sin samtids kulturpersonligheter, som Vergilius, Horatius, Propertius med flera, och hans namn har blivit synonymt med denna aktivitet i många språk, se mecenat.
Maecenas ägde en imposant villa på Esquilinen i Rom. Av denna villa återstår det så kallade Maecenas auditorium. Den rundade sidan var kanske ett terrasserat nymfeum, en skulpturprydd fontän. Spår av målningar i nischerna visar att de hade målade utblickar mot en trädgård.